# Fotogramas
Fotogramas è un singolo della cantautrice italiana Gaia, pubblicato l'8 maggio 2017.

## Descrizione
Il brano è stato scritto per la parte testo dalla cantante e per la parte musica da Fausto Cogliati, già presente come produttore e autore per il precedente progetto musicale New Dawns del 2016.
Il testo alterna portoghese e inglese, ed è stato descritto da AllMusic Italia come «caratterizzato da un ritmo sensuale e allo stesso tempo raffinato».

## Video musicale
Il video musicale, diretto da Gaetano Morbioli, è stato pubblicato il 31 maggio 2017 attraverso il canale YouTube della cantautrice.

## Tracce
Testi di Gaia Gozzi, musiche di Fausto Cogliati.
1. Fotogramas – 3:29